# Cocoreni, Gorj
Cocoreni este un sat în comuna Bâlteni din județul Gorj, Oltenia, România.

## Amplasare
Este străbătut de DN66 și de calea ferată Târgu Jiu-Craiova, fiind deservit de stațiile Plopșoru sau Peșteana-Jiu. Se află la 40 km de Târgu Jiu, 35 km de Filiași și la 70 km de Craiova. Se învecinează cu satul Peșteana-Jiu la nord și cu satul Olari la sud (comuna Plopșoru). La vest se învecinează cu comuna Urdari.

## Date generale
Satul Cocoreni este străbătut de râul Jiu peste care s-a construit un pod ce face legătura cu comuna Urdari. În satul Cocoreni se află un depozit de cărbune. La partea de est se află dealuri acoperite în proporție de 2/3 de păduri. În sat se află o biserică Ortodoxă și o biserică Penticostală. 

## Demografie
În 2002 satul Cocoreni număra 1398 locuitori. La recensământul din 2011 populația stabilă era de 1208 locuitori.

## Etimologie
Numele satului vine de la faptul că în sat se afla o baltă unde veneau cocorii. Azi acea baltă a fost secată, pe locul ei trecând Jiul, care a fost îndiguit și deviat din vechea matcă. Pe locul unde trecea Jiul se află azi o baltă cunoscută sub numele de Balastieră.

## Galerie de imagini

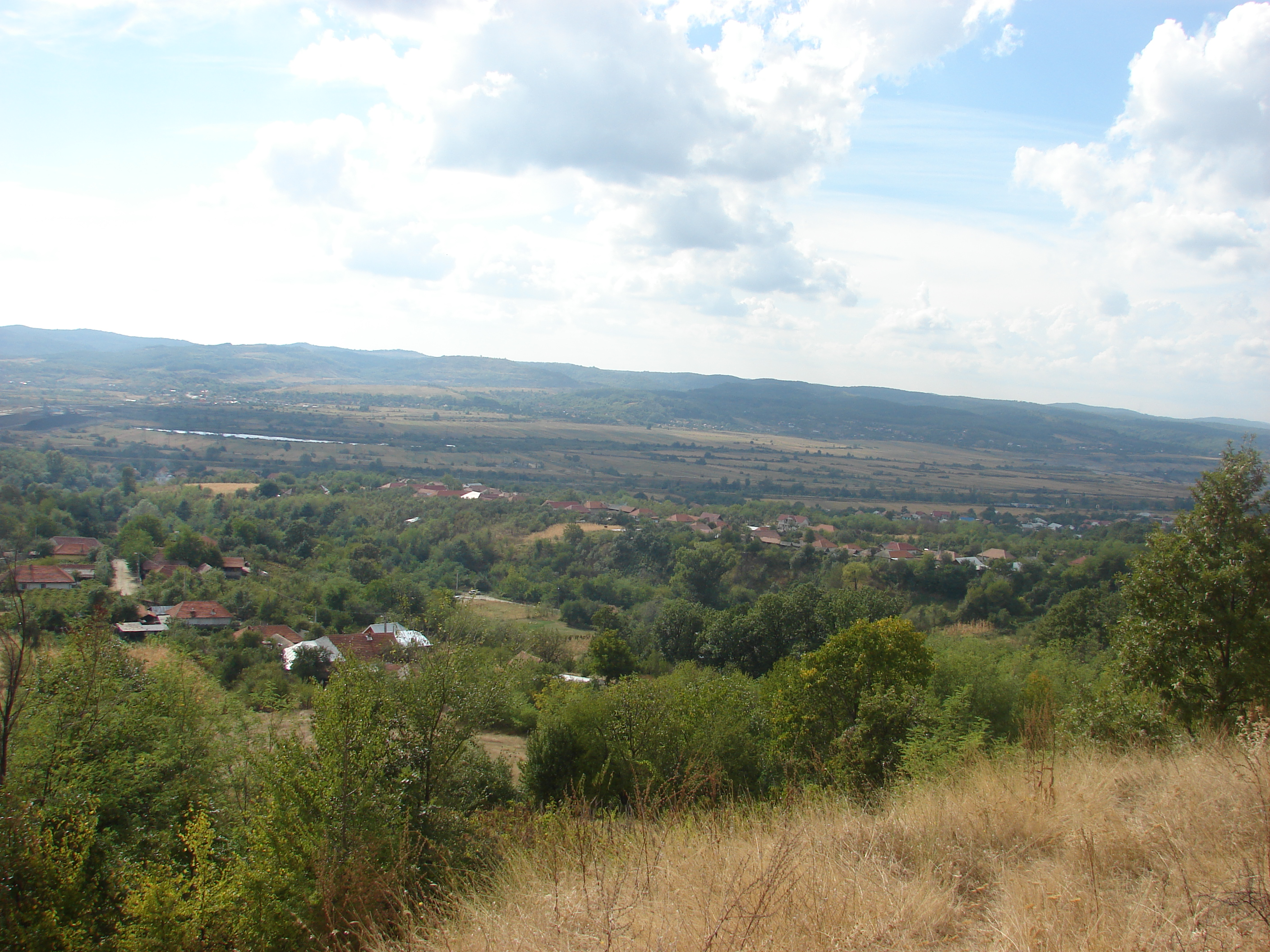
Panorama spre nord-vest a satului Cocoreni
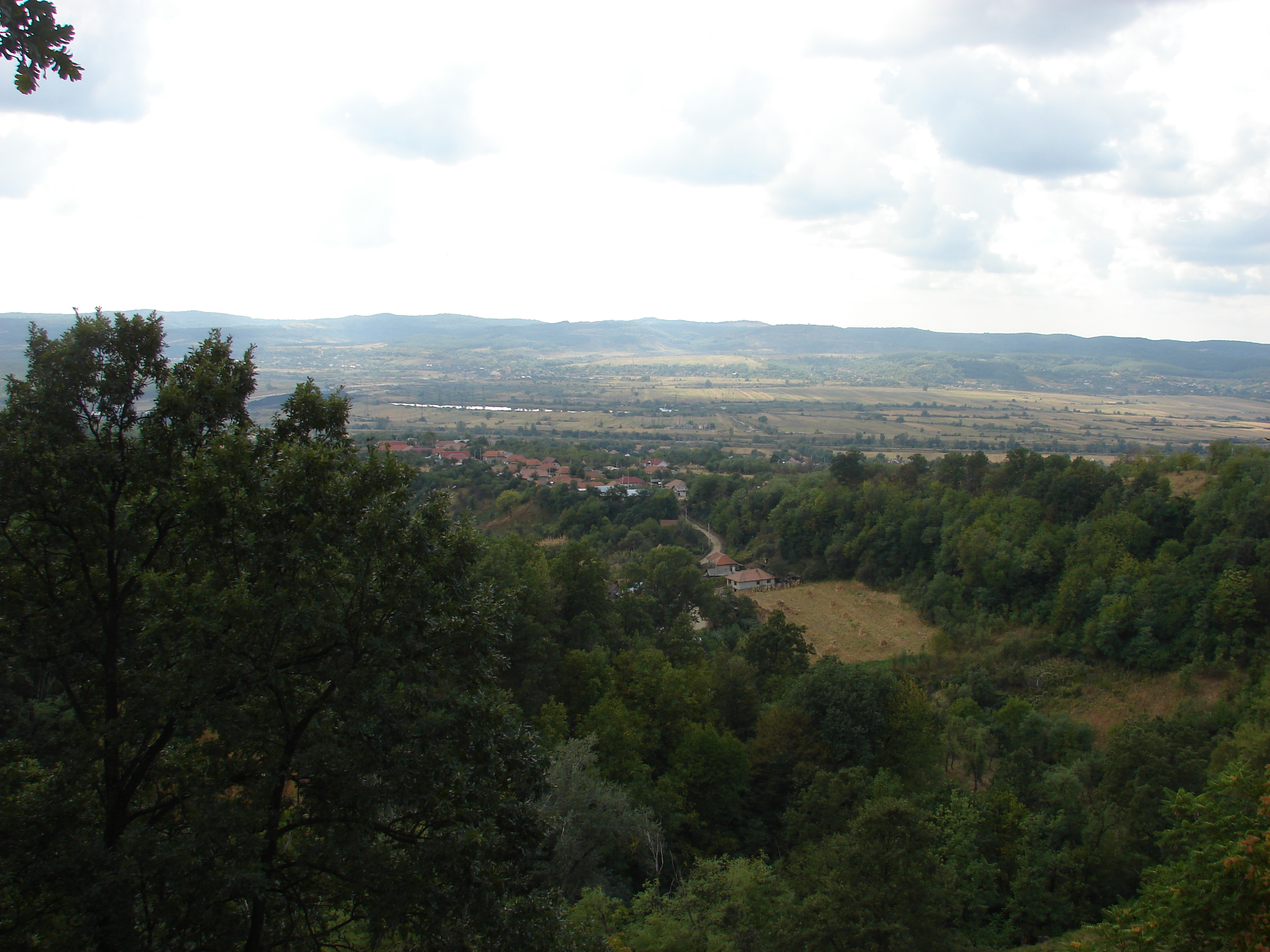
Panorama Cocoreni
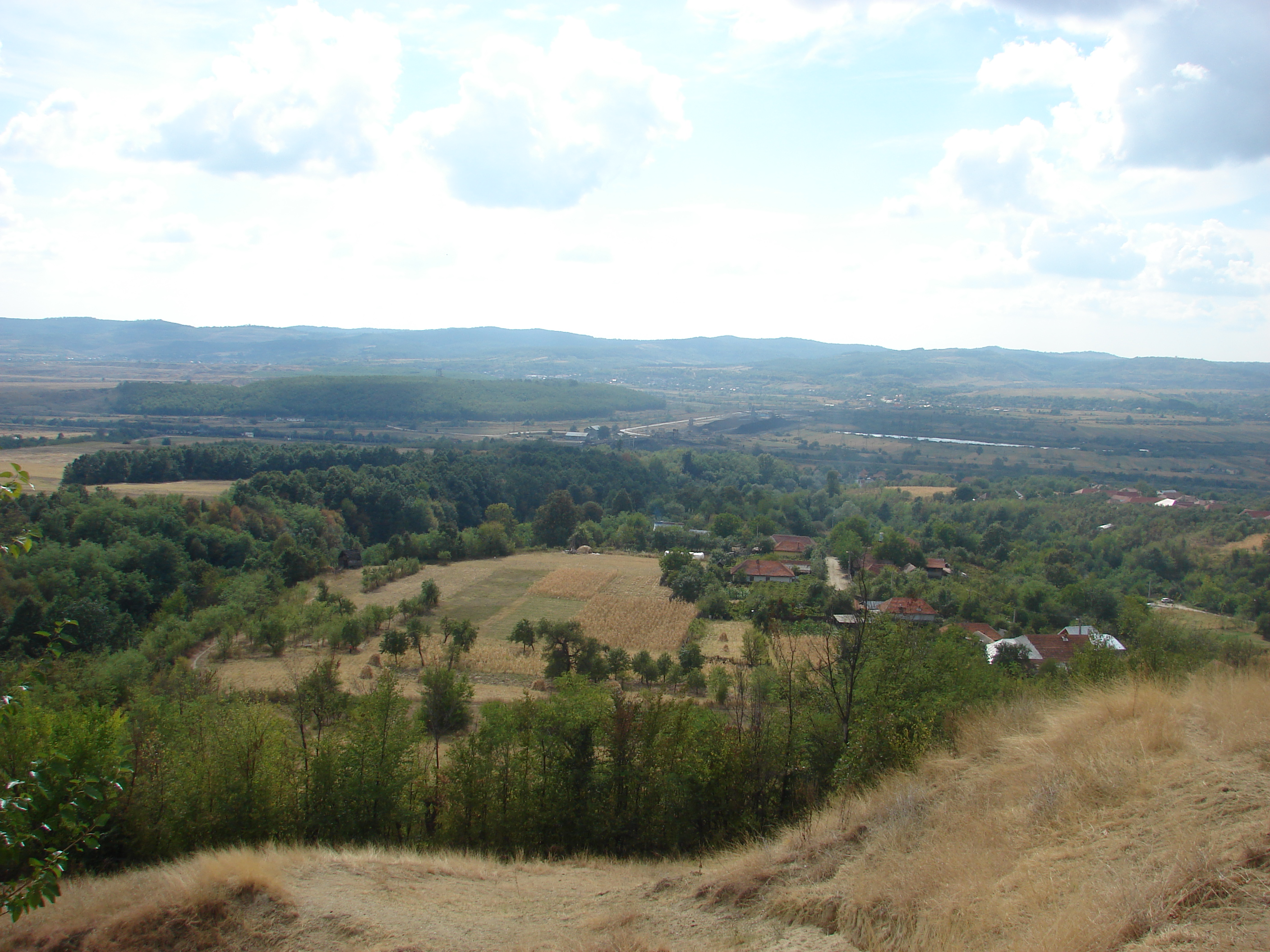
Panorama spre vest a satului Cocoreni